# Anillinus
Anillinus is een geslacht van kevers uit de familie van de loopkevers (Carabidae). De wetenschappelijke naam van het geslacht is voor het eerst geldig gepubliceerd in 1918 door Casey.

## Soorten
Het geslacht Anillinus omvat de volgende soorten:
- Anillinus balli Sokolov & Carlton, 2004
- Anillinus barberi Jeannel, 1963
- Anillinus barri Sokolov & Carlton, 2004
- Anillinus campbelli Giachino, 2011
- Anillinus carltoni Sokolov, 2011
- Anillinus caseyi Jeannel, 1963
- Anillinus chandleri Sokolov, 2011
- Anillinus cherokee Sokolov & Carlton, 2008
- Anillinus cieglerae Sokolov & Carlton, 2007
- Anillinus cornelli Sokolov & Carlton, 2004
- Anillinus daggyi Sokolov & Carlton, 2004
- Anillinus docwatsoni Sokolov & Carlton, 2004
- Anillinus dohrni Ehlers, 1884
- Anillinus elongatus Jeannel, 1963
- Anillinus erwini Sokolov & Carlton, 2004
- Anillinus explanatus (Horn, 1888)
- Anillinus folkertsi Sokolov & Carlton, 2004
- Anillinus fortis Horn, 1868
- Anillinus indianae Jeannel, 1963
- Anillinus kovariki Sokolov & Carlton, 2004
- Anillinus langdoni Sokolov & Carlton, 2004
- Anillinus lescheni Sokolov & Carlton, 2004
- Anillinus longiceps Jeannel, 1963
- Anillinus loweae Sokolov & Carlton, 2004
- Anillinus magazinensis Sokolov & Carlton, 2004
- Anillinus magnus Zaballos & Mateu, 1997
- Anillinus minor Zaballos & Mateu, 1997
- Anillinus moseleyae Sokolov & Carlton, 2004
- Anillinus murrayae Sokolov & Carlton, 2004
- Anillinus pusillus Sokolov & Carlton, 2007
- Anillinus robisoni Sokolov & Carlton, 2004
- Anillinus sinuaticollis Jeannel, 1963
- Anillinus smokiensis Sokolov, 2011
- Anillinus steevesi Barr, 1996
- Anillinus stephani Sokolov & Carlton, 2004
- Anillinus tishechkini Sokolov & Carlton, 2004
- Anillinus turneri Jeannel, 1963
- Anillinus unicoi Sokolov, 2011
- Anillinus valentinei (Jeannel, 1963)
- Anillinus virginiae Jeannel, 1963